# Plaire, aimer et courir vite
Plaire, aimer et courir vite is een Franse film uit 2018, geschreven en geregisseerd door Christophe Honoré.

## Verhaal
In de jaren 1990 reist de jonge Arthur, een student in Rennes, tijdens de zomer naar Parijs waar hij de theaterschrijver Jacques ontmoet. De twee beleven een mooie tijd samen en beginnen een liefdesverhouding.

## Rolverdeling
| Acteur               | Personage        |
| -------------------- | ---------------- |
| Vincent Lacoste      | Arthur Prigent   |
| Pierre Deladonchamps | Jacques Tondelli |
| Denis Podalydès      | Mathieu          |

## Productie
Einde maart 2017 stelde Christophe Honoré zijn nieuwste project voor met Vincent Lacoste en Louis Garrel in de hoofdrollen. Begin juni 2017 werd aangekondigd dat Garrel vervangen werd door Pierre Deladonchamps.
De filmopnamen gingen van start midden juni 2017 in Bretagne, twee dagen in Binic en twintig dagen, tussen 14 juni en 4 juli, in Rennes. Er werd vervolgens gefilmd in Parijs en Amsterdam.

### Release
Plaire, aimer et courir vite ging op 10 mei 2018 in première in de competitie van het filmfestival van Cannes.